# Museo Pedagógico José Pedro Varela
El Museo Pedagógico José Pedro Varela trata sobre la vida educativa y pedagógica de Uruguay, así como de la reforma valeriana. El mismo se encuentra ubicado en los alrededores de la Plaza Cagancha de Montevideo.
El horario de visita es de lunes a viernes de 9:00 a 19:00 (del 15 de marzo al 15 de diciembre) y de 8.00 a 12.00 (del 16 de diciembre al 14 de marzo); como la mayoría de los museos del Uruguay es de entrada gratuita.

## Historia
El museo fue fundado el 25 de enero de 1889, por Don Alberto Gómez Ruano en el marco de la Reforma Vareliana, reforma educacional uruguaya impulsada por José Pedro Varela, cuyos fieles principios fueron: Gratuidad, Laicidad y Obligatoriedad. Dicho edificio fue construido entre los años 1884 y 1886 para albergar al Internato Normal de Señoritas, así como la biblioteca pedagógica y el actual museo. Cuenta con los servicios de biblioteca de investigación, sala de conferencias y conciertos. Entre sus objetivos se encuentra el de: "Difundir y preservar el acervo museográfico referido al área de la educación".
Cuenta en su acervo con:
- 5.000 objetos museísticos
- 6.500 libros y publicaciones periódicas
- 2.000 fotografías
- 200 monedas y medallas
- 500 diapositivas
- 100 diapositivas en vidrio,
- manuscritos y autógrafos originales de científicos y personalidades de la educación.

Se puede solicitar día y hora para visitas guiadas, y hay a disposición folletería gratuita para el visitante.